# Raritan (Nova Jersey)
Raritan és una població dels Estats Units a l'estat de Nova Jersey. Segons el cens del 2006 tenia 6.427 habitants.

## Demografia
Segons el cens del 2000, Raritan tenia 6.338 habitants, 2.556 habitatges, i 1.671 famílies. La densitat de població era de 1.199,6 habitants/km².
Dels 2.556 habitatges en un 30,1% hi vivien nens de menys de 18 anys, en un 51% hi vivien parelles casades, en un 10% dones solteres, i en un 34,6% no eren unitats familiars. En el 29% dels habitatges hi vivien persones soles l'11,9% de les quals corresponia a persones de 65 anys o més que vivien soles. El nombre mitjà de persones vivint en cada habitatge era de 2,48 i el nombre mitjà de persones que vivien en cada família era de 3,08.
Per edats la població es repartia de la següent manera: un 22,3% tenia menys de 18 anys, un 6,5% entre 18 i 24, un 35% entre 25 i 44, un 20% de 45 a 60 i un 16,2% 65 anys o més.
L'edat mediana era de 38 anys. Per cada 100 dones de 18 o més anys hi havia 91,1 homes.
La renda mediana per habitatge era de 51.122 $ i la renda mediana per família de 59.962 $. Els homes tenien una renda mediana de 46.071 $ mentre que les dones 35.704 $. La renda per capita de la població era de 26.420 $. Aproximadament el 5,5% de les famílies i el 6,4% de la població estaven per davall del llindar de pobresa.

## Poblacions més properes
El següent diagrama mostra les poblacions més properes.